# بخش کوهسارات
بخش کوهسارات یکی از بخش‌های شهرستان مینودشت در استان گلستان ایران است.

## جمعیت
براساس سرشماری مرکز آمار ایران در سال ۱۳۹۰، جمعیت بخش کوهسارات ۱۵۷۴۵ نفر بوده‌است.

## تقسیمات کشوری
بخش کوهسارات از دو دهستان تشکیل شده‌است:
- دهستان گرو
- دهستان سرگل

شهرها:دوزین